# Imagination (revista)
Imagination fue una revista estadounidense adscrita al género de la ciencia ficción y fantasía cuyo primer número publicó Clark Publishing Company —de propiedad de Raymond A. Palmer— en octubre de 1950. Tras su lanzamiento, la empresa Greenleaf Publishing de William Hamling la adquirió casi inmediatamente y comenzó a publicar y editar sus páginas desde la tercera edición en febrero de 1951 hasta el cierre de la revista. Hamling puso en marcha una revista hermana que denominó  Imaginative Tales en 1954, sin embargo, ambas cesaron su publicación a finales de 1958 como consecuencia de importantes cambios en el mercado de distribución de revistas de Estados Unidos, tras la liquidación de American News Company.
La revista fue más exitosa que la mayoría de los numerosos títulos de ciencia ficción que aparecieron en la década de 1940 y principios de 1950, y durante su existencia editó un total de 63 números. A pesar de estos resultados, tuvo la reputación de ser una revista con una calidad baja, y dedicó sus páginas a publicar historias de space opera y ficción de aventuras, y los historiadores modernos de literatura se refieren a ella en términos despectivos.
Hamling adoptó de manera consciente una política editorial con orientación hacia el entretenimiento; en una de sus primeras ediciones afirmó que «(...) la ciencia ficción no estaba destinada a ser un tour de force educacional». Algunas de las primeras ventas profesionales de varios escritores aparecieron en Imagination, entre las que se encuentran Inheritance de Edward W. Ludwig, Tonight the Sky Will Fall de Daniel F. Galouye, Final Examination de Robert Sheckley y The Disembodied Man de Larry Maddock; también incluyó varias historias de Philip K. Dick, Robert A. Heinlein y John Wyndham.

## Historia
Las primeras revistas de ciencia ficción estadounidenses aparecieron por primera vez en la década de 1920, tras el lanzamiento de Amazing Stories, una publicación pulp pionera propiedad de Hugo Gernsback que representó los inicios de la ciencia ficción como un género comercializable independiente. A fines de la década de 1930, este pasaba por su primer boom, sin embargo, la Segunda Guerra Mundial y la consecuente falta de papel llevó a la desaparición de varios títulos. A fines de 1940, el mercado comenzó a recuperar su vigor nuevamente; así, desde un mínimo de ocho revistas activas en 1946, el mercado expandió sus títulos a veinte en 1950 y a veintidós en 1954; Imagination inició sus operaciones en medio de este boom editorial.

### Pre-fundación y lanzamiento

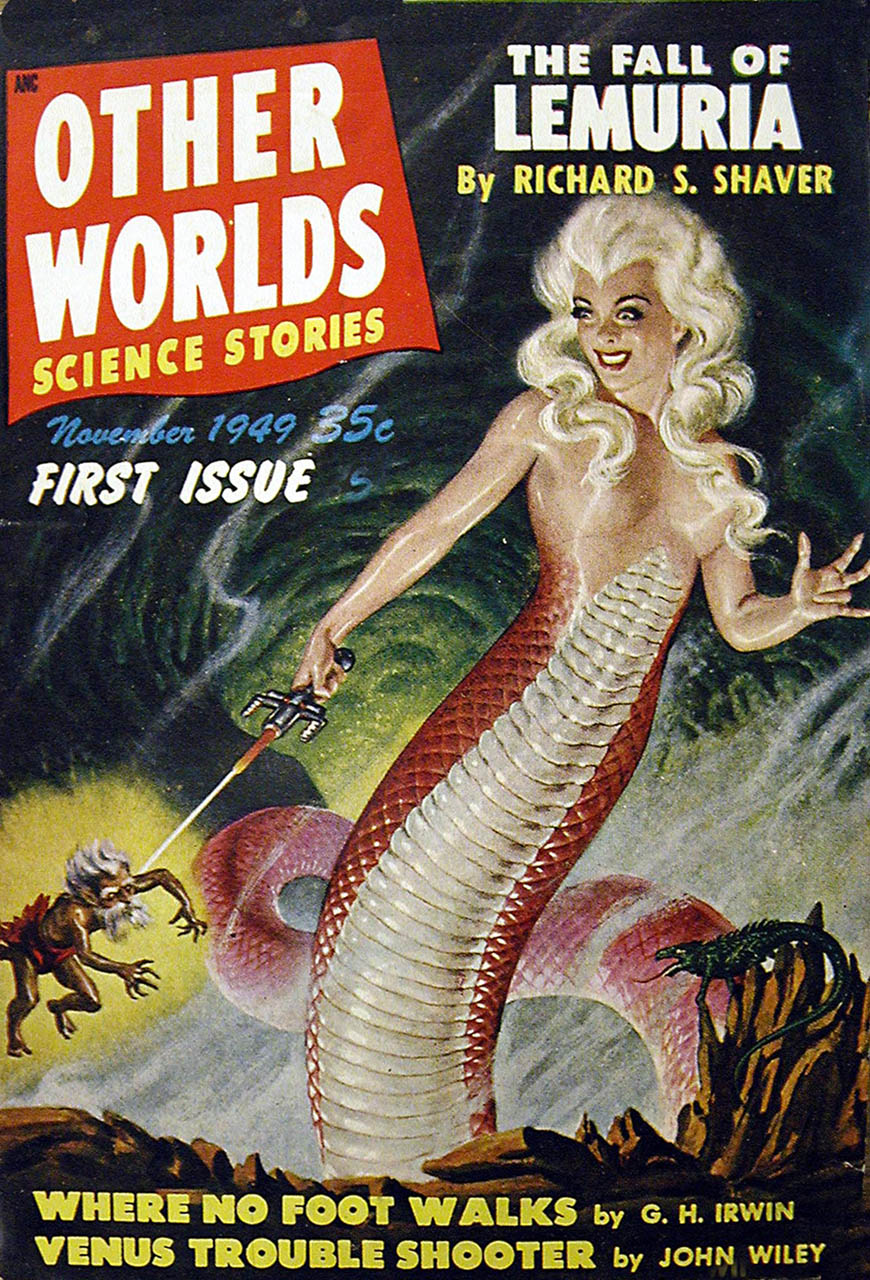
Primer número de Other Worlds, publicación hermana de Imagination en Clark Publishing.

El establecimiento de las bases para la nueva revista ocurrió en 1947, cuando Raymond Palmer instaló las operaciones de Clark Publishing —la empresa que publicó el primer número— en Evanston. Él trabajaba para Ziff-Davis como editor de Amazing Stories y aunque no dejó este cargo sino hasta fines de 1949, lanzó dos revistas bajo el sello editorial Clark antes de esa fecha: Fate en la primavera de 1948 y Other Worlds en noviembre de 1949; en ambas revistas figuró como editor Robert N. Webster, un seudónimo que Palmer adoptó cuando aún estaba en Ziff-Davis para evitar problemas asociados a un conflicto de interés. La segunda edición de Other Worlds informó que Webster y Palmer editarían juntos, mientras que en el tercer número de marzo de 1950, esta pretensión no continuó y, aunque no incluyó un nombre de editor, la editorial llevó la firma de RAP —acrónimo para Raymond A. Palmer—.
En la Convención mundial de ciencia ficción en Cincinnati de 1949, Palmer anunció su alejamiento de Ziff-Davis y describió sus planes para la publicación de Clark. También entrevistó y contrató como su asistente editorial a Bea Mahaffey, una aficionada a la ciencia ficción de 21 años quien asistía a su primera convención.
Con Fate y Other Worlds en circulación, Palmer comenzó a planear una nueva revista que finalmente llamaría  Imagination, para la que reunió material destinado a los primeros dos números a mediados de 1950; sin embargo, sufrió un accidente a comienzos del verano y quedó con parálisis parcial de la cintura hacia abajo. Mientras estaba en hospitalización, la mayor parte del trabajo de edición para Other Worlds e Imagination lo realizó Mahaffey con resultados satisfactorios, a pesar de su inexperiencia; además, contrató a Marge Budwig Saunders para que se encargara de la pila de manuscritos y cartas que llegaban a la redacción. El primer número de la revista, que consignó como fecha a octubre de 1950 y tuvo un plan de edición bimensual, apareció en los quioscos el 1 de agosto de 1950.

### Era Hamling
En septiembre de 1950, Ziff-Davis tomó la decisión de mover sus oficinas a Nueva York desde Chicago, opción que concretó en diciembre de ese año; Palmer rápidamente contactó a William Hamling, que no quería mudarse, y le sugirió que se hiciera cargo de la revista. Al igual que Palmer, Hamling había hecho preparativos para abandonar Ziff-Davis mediante el establecimiento de una editorial independiente que llamaría Greenleaf Publishing; así, en noviembre de 1950 dejó Ziff-Davis y pasó a ocupar el cargo de editor y publicador en Imagination.
En 1954, Hamling fundó Imaginative Tales; además, Greenleaf Publishing era la casa editorial de Rogue, una revista para hombres al estilo Playboy. En 1957, la liquidación de American News Company, un importante distribuidor, significó para muchas revistas el inicio de una lucha por buscar nuevos distribuidores. Los distribuidores independientes a menudo solicitaban que las revistas sean mensuales, y que estuvieran en un formato más grande que el digest, el tamaño común para las revistas de ciencia ficción en la década de 1950; éste, requería mayores ingresos para ser rentable, pero en muchos casos fue imposible atraer mayores ingresos por concepto de publicidad adicional que habrían mantenido a flote a varias revistas. A finales de 1958, muchos títulos ya no existían como consecuencia de ello, entre los que estaba Imagination; Hamling la cerró junto con su revista hermana para focalizar los recursos de la editorial en Rogue. El último número de Imagination fue el 63 en octubre de 1958, mientras que Imaginative Tales, renombrado Space Travel, cesó su publicación con el número de noviembre de 1958. La revista no señaló que era su fin, aunque omitió su carta, reseñas de libros y columnas por correspondencia, las que aparecían con regularidad en números anteriores.

## Contenido y recepción

### Política editorial
El primer número de Imagination no instaló una política editorial explícita, aunque su contenido intentó plasmar historias centradas en el género fantástico más que en la ciencia ficción; en este marco, el historiador Mike Ashley catalogó al primer número como el Fantastic Adventures de Palmer. Tras la adquisición de Hamling, éste inclinó el enfoque editorial de manera consciente contra el intelectualismo, y enfocó el contenido de las páginas hacia el entretenimiento; así, en el número de noviembre de 1951 comentó que:

«(…) science fiction was never meant to be an educational tour de force. The so-called adult story is nothing more than an attempt to show the reader how dumb he is and how smart the editor is.»

«(…) What we need is a little relaxation. And entertaining reading is one way to get it.»
«(…) la ciencia ficción no estaba destinada a ser un tour de force educacional. Las autodenominadas historias para adultos no son más que un intento de mostrar al lector cuan tonto es y lo inteligente que es el editor.»

«(…) lo que necesitamos es un poco de relajación. Y una lectura entretenida es una manera de conseguirlo»
Editorial de Hamling en Imagination, noviembre de 1951, pp. 4-5.

### Primera edición
El artículo de portada para el primer número fue The Soul Stealers de Chester S. Geier, un autor habitual en las revistas Amazing Stories y Fantastic Adventures de Ziff-Davis, y parte del círculo de escritores más cercano de Palmer. La historia, adscrita a la ciencia ficción fantástica, contaba la historia de Leeta, una hermosa mujer de otra dimensión que robaba las almas de los hombres para tratar de salvar a su padre; la ilustración de la portada, que diseñó Hannes Bok, mostraba a Leeta en su corcel volador. Otros colaboradores de la edición inaugural incluían a Rog Phillips —un prolífico autor de relatos para revistas— y Kris Neville cuyo trabajo apareció regularmente en los primeros números de la revista.

### Estructura
| | Ene | Feb | Mar | Abr | May | Jun | Jul | Ago | Sep | Oct  | Nov  | Dic  |
| --- | --- | --- | --- | --- | --- | --- | --- | --- | --- | ---- | ---- | ---- |
| 1950 |     |     |     |     |     |     |     |     |     | 1/1  |      | 1/2  |
| 1951 |     | 2/1 |     | 2/2 |     | 2/3 |     |     | 2/4 |      | 2/5  |      |
| 1952 | 3/1 |     | 3/2 |     | 3/3 |     | 3/4 |     | 3/5 | 3/6  |      | 3/7  |
| 1953 | 4/1 | 4/2 |     | 4/3 | 4/4 | 4/5 | 4/6 | 4/7 | 4/8 | 4/9  | 4/10 | 4/11 |
| 1954 | 5/1 | 5/2 | 5/3 | 5/4 | 5/5 | 5/6 | 5/7 | 5/8 | 5/9 | 5/10 | 5/11 | 5/12 |
| 1955 | 6/1 | 6/2 | 6/3 | 6/4 | 6/5 | 6/6 | 6/7 |     |     | 6/8  |      | 6/9  |
| 1956 |     | 7/1 |     | 7/2 |     | 7/3 |     | 7/4 |     | 7/5  |      | 7/6  |
| 1957 |     | 8/1 |     | 8/2 |     | 8/3 |     | 8/4 |     | 8/5  |      | 8/6  |
| 1958 |     | 8/1 |     | 8/2 |     | 8/3 |     | 8/4 |     | 8/5  |      |      |
| Números de Imagination desde 1950 a 1958. Se muestra en formato volumen/número. Los editores fueron Raymond A. Palmer (rosado) y William Hamling (púrpura). |     |     |     |     |     |     |     |     |     |      |      |      |

Cada número contenía una editorial, mientras que una columna con cartas al editor cuyo título fue Letters from the Readers también apareció ininterrumpidamente, salvo en la última edición. Como contenido principal, Imagination a menudo incluyó una novela como atracción principal.
A partir de la edición de abril de 1951, la revista comenzó a publicar regularmente una columna relacionada al fandom de ciencia ficción que escribió Mari Wolf —una activa fan y posterior escritora— durante cinco años y que llevó como título Fandora's Box —en español: La Caja de Fandora—; desde junio de 1956 y hasta el cierre de Imagination, esta sección estuvo a cargo de Robert Bloch. La columna tuvo buena reputación, y fue una de las pocas en su tipo que aparecieron en revistas profesionales; su contenido incluyó reportes de convenciones, revisiones de fanzines y comentarios de los escritores respecto al ambiente fandom de la época, razón por la cual diversos historiadores la consideran una fuente invaluable de información.
Desde junio de 1953 apareció la columna Imagination Science-Fiction Library que reseñó en cada número un libro, salvo en el último; inicialmente la redactó Mark Reinsberg, pero a partir de mayo de 1954 la tarea la abordó Henry Bott tras dos meses en que ambos revisores contribuyeron a la columna. En febrero de 1957 la revista incluyó la columna The Cosmic Pen Club, donde los aficionados podían publicar solicitudes de amigos por correspondencia, y que apareció con regularidad con la sola excepción de la última edición.
Los artistas que aparecieron con mayor frecuencia en la portada fueron Harold W. McCauley, Lloyd Rognan, Malcolm Smith y William Terry. A partir de septiembre de 1951, la portada interior frecuentemente publicó piezas cortas sobre un escritor o artista que aparecía en el número —tales como Heinlein, Evan Hunter y Philip K. Dick— que incluían fotografías de los autores en cuestión, un ítem atípico que no aparecía en otras publicaciones símiles; la revista no publicó esta sección durante cuatro números —desde octubre de 1954 a enero de 1955—, mientras que la cesó por completo en abril de 1956. El número de mayo de 1953 incluyó fotografías de la Convención de Ciencia ficción de Chicago en vez de un artículo sobre un autor, que realizó Harold W. McCauley.

### Colaboradores
Dentro del conjunto de escritores prolíficos que colaboraron en Imagination se encuentran a Dwight V. Swain, Daniel F. Galouye y Milton Lesser, mientras que las obras de Edmond Hamilton aparecieron también con frecuencia hacia el final de la vida de la revista en 1956, 1957 y 1958.
Además de los autores habituales menos conocidos, algunos escritores más prominentes publicaron de vez en cuando; así, Ray Bradbury publicó The Fire Balloons en la edición de abril de 1951 bajo el título  '…In This Sign' , que posteriormente incorporó en los fixup Crónicas marcianas y El hombre ilustrado. Las primeras historias de Edward W. Ludwig, Daniel F. Galouye, Robert Sheckley y Larry Maddock bajo los títulos de Inheritance, Tonight the Sky Will Fall, Final Examination y The Disembodied Man aparecieron en las ediciones de octubre de 1950, marzo de 1952, mayo de 1952 y abril de 1954 respectivamente; otros autores bien conocidos que publicaron en Imagination fueron Poul Anderson, John Wyndham —como John Beynon—, James Blish, Philip K. Dick, Harlan Ellison, Robert A. Heinlein, Frederik Pohl y Robert Silverberg.

### Recepción y crítica
Los montos reales de circulación no se conocen debido a que la publicación anual de las cifras de circulación recién fueron exigibles a partir de la década de 1960. A modo de comparación, se sabe que Magazine of Fantasy and Science Fiction, que inició sus ediciones el año anterior, tuvo una circulación de casi 60 000 copias en su primer número del otoño de 1949.
Por otro lado, los historiadores de la ciencia ficción generalmente consideran a Imagination como una de las revistas más débiles de la década de 1950, a pesar de su relativa longevidad. Donald Tuck en su Encyclopedia of Science Fiction and Fantasy descartó que las novelas que ésta publicó diciendo: «no muchas se destacaron, la mayoría estaban en el campo interplanetario/space opera/aventuras», y Brian Stableford, un escritor y crítico de ciencia ficción, la describió como una publicación que abordaba «principalmente space opera corriente». Bajo el seudónimo William Atheling Jr., James Blish señaló que ésta trataba de una revista «ampliamente no leída».
En cuanto a la política editorial que plasmó Hamling en noviembre de 1951, algunos lectores estuvieron de acuerdo; el número de 1952 del fanzine Rhodomagnetic Digest incluyó comentarios de Gregg Calkins, un fan de la época, donde aprobó este enfoque editorial.

## Detalles bibliográficos

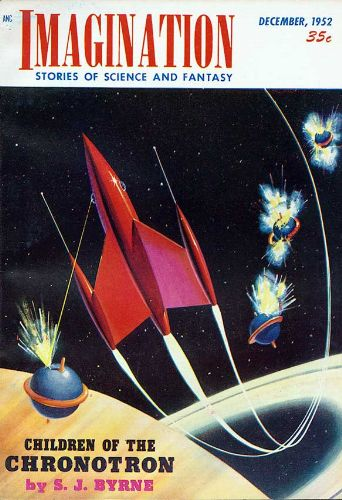
Número de diciembre de 1952 que ilustra el diseño revisado de la portada por Malcolm Smith, que comenzó con el número de junio de 1951.

Imagination publicó sus páginas en formato digest —7.5 × 5.5 pulgadas o 19.1 × 14.0 cm— durante sus primeros 17 números, para reducir levemente el tamaño a digest pequeño —7.25 × 5.5 pulgadas o 18.4 × 14.0 cm— por los 46 números restantes. Los volúmenes aumentaban al inicio de cada año calendario, independientemente de la cantidad de números que efectivamente tuvieron; el volumen 1 de 1950, contenía sólo dos números, mientras que los siguientes volúmenes consideraron entre cinco y doce números, que dependieron de la frecuencia de la publicación. El número de la edición general se imprimió en el lomo —una práctica poco común— junto con el número de volumen, mientras que mantuvo un precio de 35 centavos en todos los números.
En cuanto a la periodicidad, mantuvo una frecuencia variable a lo largo de su existencia:
- La primera edición tuvo como fecha de publicación a octubre de 1950, y su periodicidad fue bimensual hasta septiembre de 1952 excepto en junio de 1951, que antecedió a la de septiembre del mismo año.[5]
- Los siguientes cuatro números fueron los de octubre de 1952, diciembre de 1952, enero de 1953 y febrero de 1953.[5]
- Luego, una periodicidad mensual comenzó en abril de 1953 que se prolongó sin interrupciones hasta julio de 1955.[5]
- El siguiente número fue en octubre de 1955; este inauguró un nuevo período bimensual que funcionó con regularidad perfecta hasta la última edición, en octubre de 1958.[5]

El título de la revista fue inicialmente Imagination: Stories of Science and Fantasy, que cambió con el número de octubre de 1955 a Imagination: Science Fiction, aunque esta modificación solo se plasmó en la portada y en el lomo, por lo que nunca se consignó en la sección del comité editorial.
Los primeros 28 números contenían 166 páginas, las que se redujeron a 134 con la edición de abril de 1954. Inicialmente el diseño de la cubierta se parecía mucho a la de Other Worlds, pero con la quinta edición en junio de 1951, cambió al anexarse un banner de fondo blanco para el título; este formato se mantuvo hasta el fin de la publicación, con ligeras variaciones ocasionales en el color de fondo del banner. El lomo también cambió desde un color negro con letras pálidas, similar al estilo presente en Other Worlds, a una lomo de color rojo o blanco con letras azules.
La casa editorial fue Clark Publishing Company durante los dos primeros números, mientras que el editor fue Raymond Palmer, aunque tras su accidente, la mayor parte del trabajo lo realizó Bea Mahaffey. Como resultado, estos dos números a veces se indexan con Mahaffey como editor. Con el tercer número, Greenleaf Publishing Company se convirtió en la editorial y William Hamling asumió el cargo de editor hasta el final de la revista.